# Beker van Lesotho
De Beker van Lesotho is het nationale voetbalbekertoernooi van Lesotho dat wordt georganiseerd door de Lesotho Football Association (LEFA). Zoals de meeste bekercompetities wordt met het knock-outsysteem gespeeld.
Het bekertoernooi werd in 1963 voor de eerste keer gespeeld en kreeg een vervolg in 1976. Ook van 2001-2004 werd er niet gespeeld.

## Winnaars

### Prestaties per club
| Aantal | Club    | Plaats       |   | Aantal                      | Club   | Plaats |
| ------ | ------- | ------------ | - | --------------------------- | ------ | ------ |
| 6      | Matlama | Maseru       | 1 | Maseru United               | Maseru |        |
| 6      | Bantu   | Matefeng     | 1 | Lesotho Paramilitary Forces | Maseru |        |
| 4      | RLDF    | Maseru       | 1 | Lerotholi Polytechnic       | Maseru |        |
| 3      | Rovers  | Maseru       | 1 | LCS                         | Maseru |        |
| 3      | Arsenal | Maseru       | 1 | Likhopo                     | Maseru |        |
| 3      | Lioli   | Teyateyaneng |   |                             |        |        |
| 2      | Linare  | Leribe       |   |                             |        |        |
| 2      | LMPS    | Maseru       |   |                             |        |        |

Algerije ·
Angola ·
Benin ·
Botswana ·
Burkina Faso ·
Burundi ·
Centraal-Afrikaanse Republiek ·
Comoren ·
Congo-Brazzaville ·
Congo-Kinshasa ·
Djibouti ·
Egypte ·
Equatoriaal-Guinea ·
Ethiopië ·
Gabon ·
Gambia ·
Ghana ·
Guinee ·
Guinee-Bissau ·
Ivoorkust ·
Kameroen ·
Kenia ·
Lesotho ·
Liberia ·
Libië ·
Madagaskar ·
Mali ·
Marokko ·
Mauritanië ·
Mauritius ·
Mozambique ·
Namibië ·
Niger ·
Nigeria ·
Oeganda ·
Réunion ·
Rwanda ·
Sao Tomé en Principe ·
Senegal ·
Seychellen ·
Sierra Leone ·
Soedan ·
Somalië ·
Swaziland ·
Tanzania ·
Togo ·
Tsjaad ·
Tunesië ·
Zambia ·
Zimbabwe ·
Zuid-Afrika